# World Needs
A World Needs ou wneeds.org é uma Associação Privada e organização não governamental e sem fins lucrativos, fundada em Março de 2020 em Aveiro, Portugal. De acordo com a própria organização, o seu objetivo é «cooperar para que o desenvolvimento social seja um elemento ativo na promoção da educação, ciência e solidariedade». Atualmente a organização é presidida por André Caravela Machado.

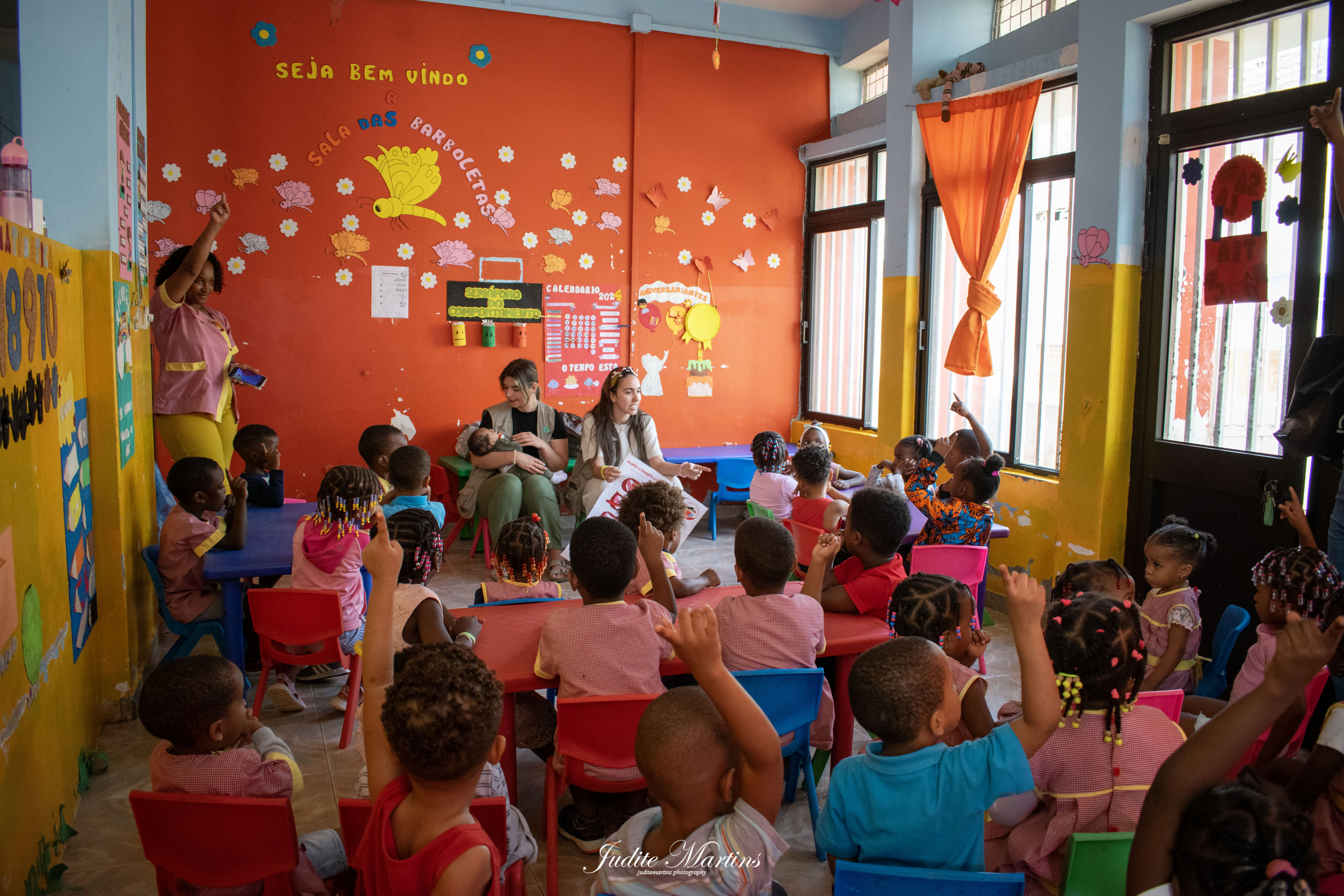
Fotografia tirada por Judite Martins enquanto voluntária da Missão em Cabo Verde

Atuando nas áreas da educação, saúde, ação social, voluntariado, investigação, tecnologia, ciência e cultura, a World Needs já realizou várias campanhas, desde entrega de bens alimentares e apoio a profissionais de saúde, bem como angariação de bens para serem entregues no Centro de Refugiados na zona fronteiriça entre a Polónia e a Ucrânia. Desde 2021 que a World Needs desenvolve uma Missão de Voluntariado Internacional em Cabo Verde, uma vez que é notável a desmotivação de muitas pessoas por falta de oportunidades e sem perspetivas de futuro, seja a nível profissional, seja pessoal.
A organização encontra-se em consonância com os 17 objetivos propostos pela ONU para que se alcance a paz até 2030.

## Campanhas e Ações

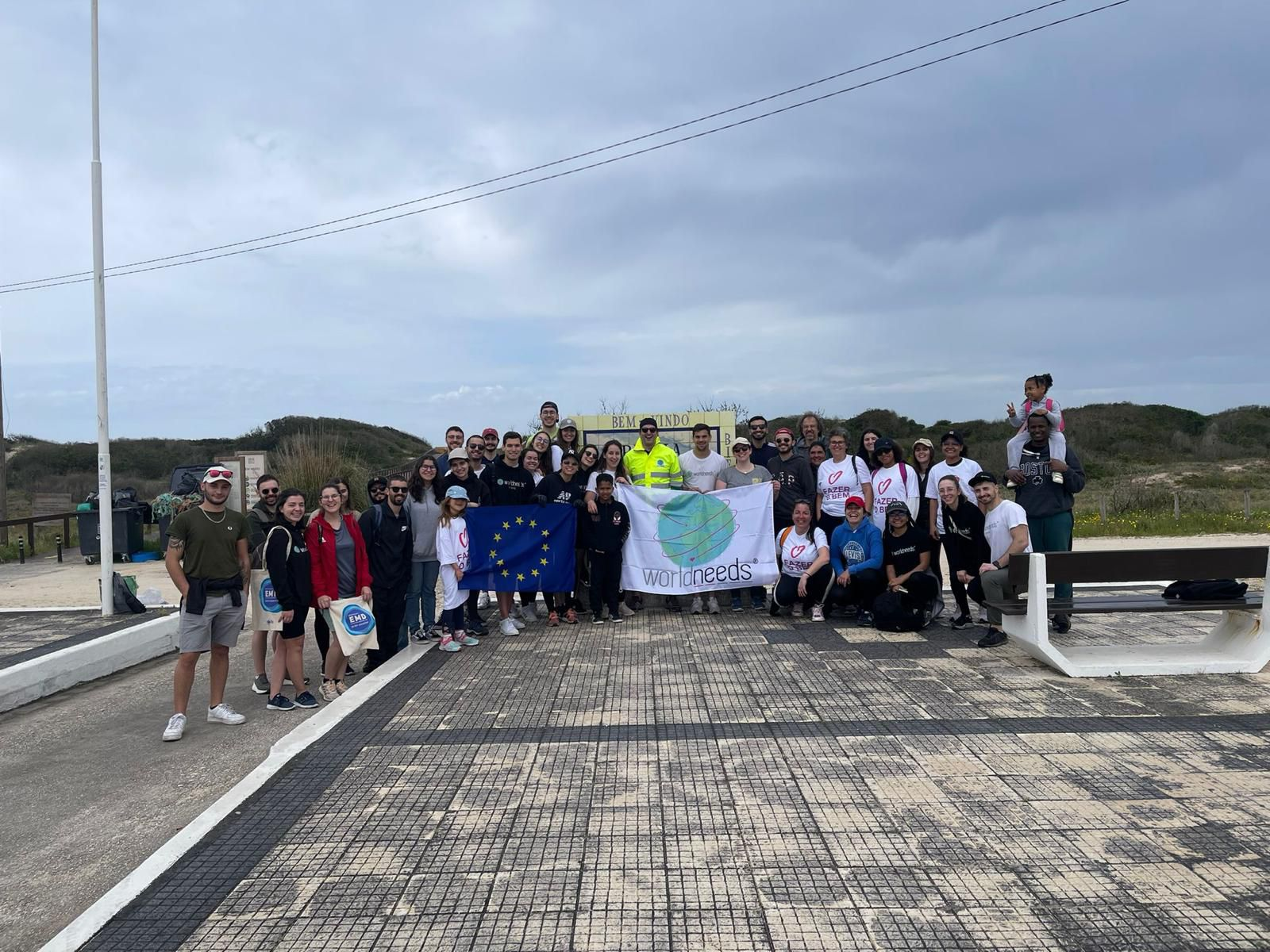
Limpeza Costeira com os Voluntários da World Needs na Praia de São Jacinto, em Aveiro, Portugal

### Ambiente
Desde 2020, no âmbito do Dia Internacional da Limpeza Costeira promovida pela Fundação Oceano Azul, a organização promove uma limpeza costeira na praia de São Jacinto, em Aveiro. Esta ação é realizada com o apoio da Junta de Freguesia de São Jacinto e da Câmara Municipal de Aveiro, que fornece o material necessário para a realização da atividade. Também na celebração do Dia Europeu do Mar, anualmente, é realizada uma nova limpeza, onde são recolhidos vários quilos de lixo. Os eventos são assim organizados e realizados todos os anos, na terceira semana de Abril e Setembro. 

### Voluntariado em Cabo Verde

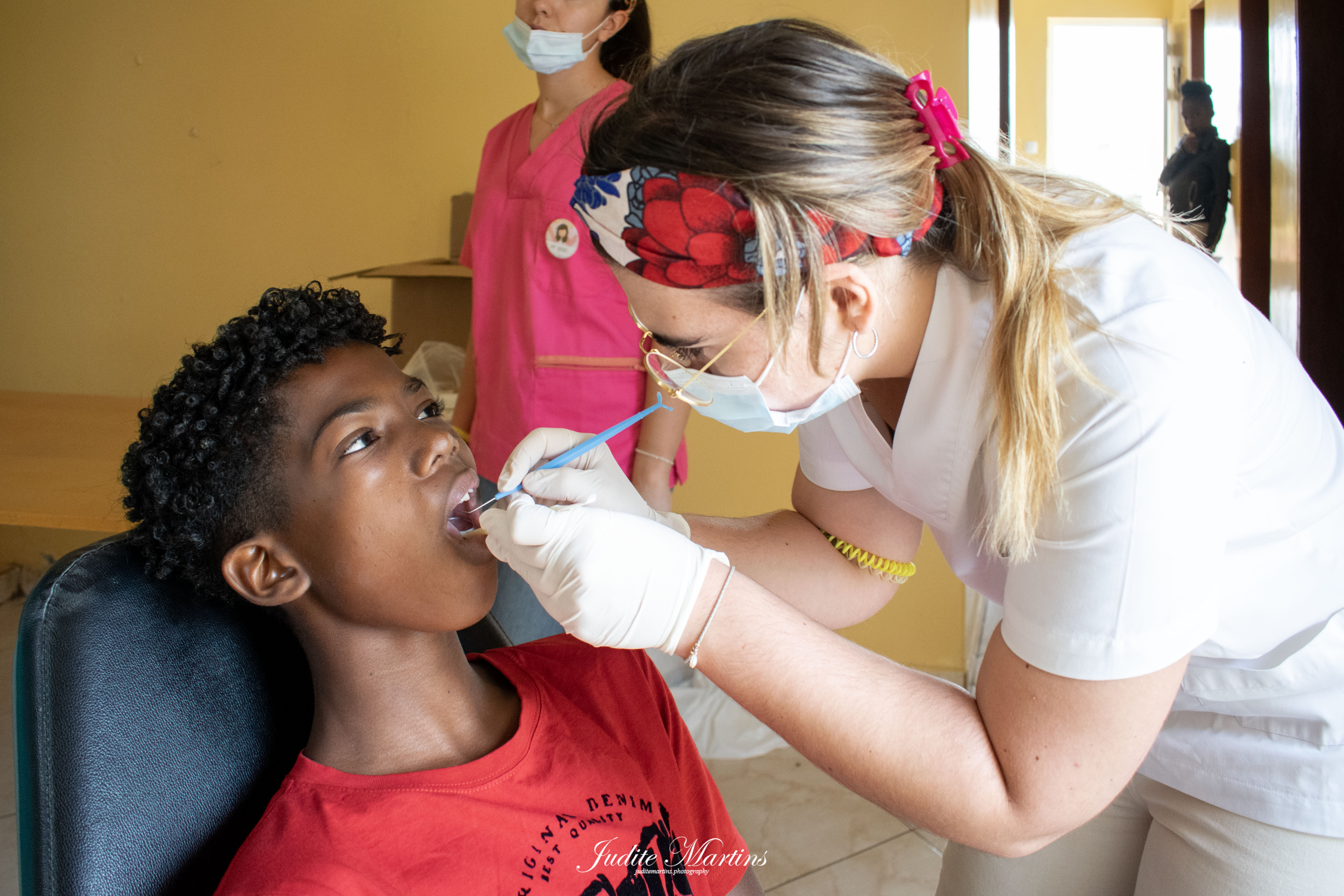
Fotografia de Judite Martins no âmbito de uma consulta dentária ao domicílio, na Escola de Eugénio Lima, na Missão de Voluntariado em Cabo Verde

Desde 2021 que a World Needs leva a cabo uma missão de voluntariado internacional em Cabo Verde. Vários voluntários viajam até Cabo Verde, com o objetivo de apoiar a Comunidade de Eugénio Lima, na cidade da Praia, Ilha de Santiago, através de várias ações de formação, capacitação e desenvolvimento em prol das comunidades. Esta região tem sido alvo de inúmeras iniciativas, com o objetivo de promover a educação, a cultura e a arte. 
Na área da saúde, a World Needs promove também na Comunidade de Eugénio Lima experiências reais de voluntariado, ao permitir que os profissionais possam desenvolver programas intensivos nas mais variadas vertentes, também com o intuito de apoiarem a ultrapassar dificuldades de aprendizagem, bem como na capacitação de professores e orientadores para que usem novas estratégias e abordagens no apoio às crianças. 
Com base neste voluntariado, também a Faculdade de Belas Artes da Universidade de Lisboa, pela aluna Carolina Domingos Martins, desenvolveu a iniciativa "Brinquedo Solidário" em parceria com a World Needs, onde crianças da Escola Secundária de Caneças desenvolveram brinquedos à medida, que viriam mais tarde a serem doados em Cabo Verde.

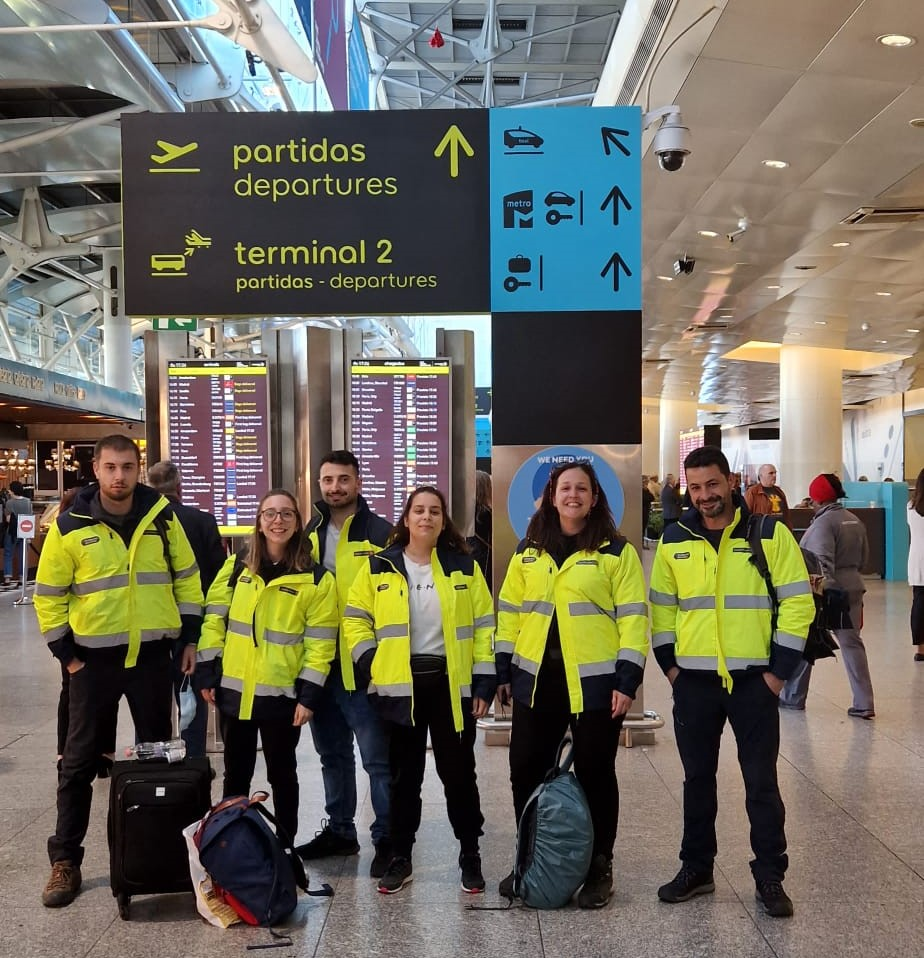
Missão de Voluntariado da World Needs no Centro de Refugiados na Polónia, com a entrega de 10 toneladas de bens essenciais

### Ajuda humanitária na Europa
Em 2022, devido à crise de refugiados despoletada pela invasão da Ucrânia pela Rússia, a organização enviou voluntários para a fronteira entre a Polónia e a Ucrânia. Inicialmente com o objetivo de entregar mantimentos que foram recolhidos e doados em Portugal, os voluntários decidiram também permanecer no local e prestar apoio no centro de refugiados, atuando em componentes desde a segurança, armazéns ou em limpeza.

## Organização
A organização assume que a missão está ligada à promoção dos Objetivos de Desenvolvimento Sustentável 2030; Desenvolvem também também o prémio Wise Business, cujo objetivo é estimular o empreendedorismo nos jovens.
Em 2023 a World Needs anunciou o lançamento de um espólio de arte único, chamado "Aurora", sendo composto por 70 obras de arte criadas com a combinação da expressão humana e da inteligência artificial; as obras de arte podem ser vistas no website da ONG, havendo planos para, no futuro, criar uma exposição com as obras de arte.
1. ↑  Almeida, Júlio (16 de setembro de 2020). «Ação de limpeza da praia de S. Jacinto». Notícias de Aveiro. Consultado em 28 de abril de 2024
2. ↑  «Bombeiros de Águeda recolhem bens para a World Needs levar à Ucrânia». Diário de Aveiro. Consultado em 27 de abril de 2024
3. ↑  «Jovem de Leiria faz missão de voluntariado internacional em Cabo Verde - Cister FM - Alcobaça». 25 de maio de 2023. Consultado em 28 de abril de 2024
4. ↑  Barreiro, Angelina (22 de setembro de 2023). «World Needs organiza ação para Dia Internacional da Limpeza Costeira». CASES - Cooperativa António Sérgio para a Economia Social. Consultado em 28 de abril de 2024
5. ↑  INOVAnet 2023. «World Needs promove limpeza costeira em Sa?o Jacinto». www.aveiromag.pt. Consultado em 28 de abril de 2024
6. ↑  «Associação World Needs promove limpeza costeira na Praia de São Jacinto.». TerraNova. 5 de setembro de 2023. Consultado em 28 de abril de 2024
7. ↑  «Associação World Needs faz limpeza na praia de São Jacinto.». TerraNova. 16 de setembro de 2020. Consultado em 28 de abril de 2024
8. ↑  «Voluntários recolhem meia tonelada de lixo na praia». Diário de Aveiro. Consultado em 28 de abril de 2024
9. ↑  «Voluntários recolhem mais de 200 kg de lixo na Praia de São Jacinto - Litoral Magazine». 27 de maio de 2021. Consultado em 3 de setembro de 2023
10. ↑  Redação. «Voluntários limpam Praia de S. Jacinto e recolhem mais de 200 kg de lixo». Jornal da Bairrada. Consultado em 3 de setembro de 2023
11. ↑  «Mais de 200 quilos de lixo retirados da praia de S. Jacinto». Diário de Aveiro. Consultado em 3 de setembro de 2023
12. ↑  «Jovem de Leiria faz missão de voluntariado internacional em Cabo Verde - Cister FM - Alcobaça». 25 de maio de 2023. Consultado em 28 de abril de 2024
13. ↑  «Nova ONG quer ir fazer voluntariado a Cabo Verde». Diário de Aveiro. Consultado em 28 de abril de 2024
14. ↑  «Terapeutas deslocam-se a Cabo Verde em missão solidária». Diário de Viseu. Consultado em 28 de abril de 2024
15. ↑  Martins, Carolina Domingos (2021). «Brinquedo solidário». Consultado em 28 de abril de 2024
16. ↑  Aveiro, Universidade de. «Da UA para um centro de refugiados na Polónia». Universidade de Aveiro. Consultado em 3 de setembro de 2023
17. ↑  hello@untile.pt, Untile. «Solidariedade com a Ucrânia». Revigrés. Consultado em 3 de setembro de 2023
18. ↑  «Voluntários de Aveiro vão voltar à Polónia». SIC Notícias. 4 de abril de 2022. Consultado em 3 de setembro de 2023
19. ↑  «Bombeiros de Águeda recolhem bens para a World Needs levar à Ucrânia». Diário de Aveiro. Consultado em 3 de setembro de 2023
20. ↑  «World Needs ® – World Needs NGO | ONG World Needs». Consultado em 3 de setembro de 2023
21. ↑  «Prémio 'Wise Business' com inscrições abertas». cm-feira.pt. Consultado em 3 de setembro de 2023
22. ↑  «Associação aveirense exibe online exposição de arte que mistura expressão humana e inteligência artificial.». TerraNova. 16 de agosto de 2023. Consultado em 3 de setembro de 2023